# Bransch

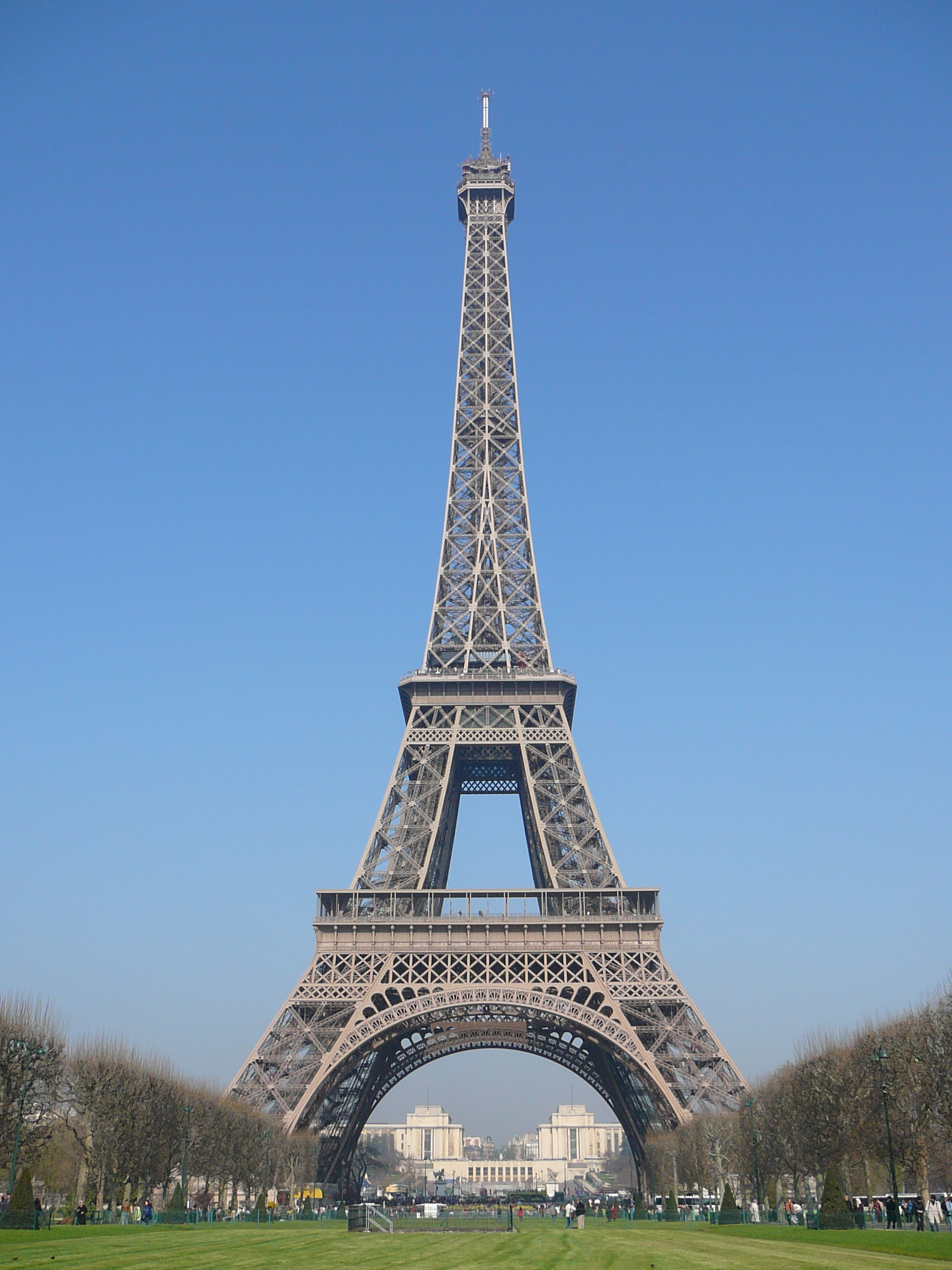
Eiffeltornet i Paris kan symbolisera flera olika branscher. Den tillverkades av järn utvunnen via gruvsektorn och förädlad via metallindustrin. Den restes som del av ett nationellt evenemang, med hjälp av ingenjörskonst från brobyggande, och bidrog till omsättning inom olika tjänstenäringar. Numera har den stor dragningskraft för den franska turistindustrin.

Bransch (av franskans branche, "gren") eller näring betecknar ett visst verksamhetsområde, gren eller fack av affärs-, näringslivs- eller yrkesverksamhet. En enstaka bransch kan även benämnas som en näringsgren, särskilt i relation till arbete och försörjning.

## Former för branschindelning

### 21 eller 11 grenar
En formell branschindelning används bland annat inom ekonomisk statistik och aktiehandel. I Sveriges ekonomiska statistik används Standard för svensk näringsgrensindelning (SNI), som bygger på EU:s NACE. Här är huvudindelningen baserad på 21 olika branschgrupperingar. Dagens (2024) NACE-baserade indelning kommer ändras i slutet av 2025.
En branschindelning som används i börslistor är Global Industry Classification Standard (GICS). Denna indelning har på toppnivån elva olika branschgrupper.

### Tre grenar
Ytterligare en grundläggande indelning är att koppla de olika branscherna till någon av de tre huvudsektorerna inom ekonomin. Dessa listas då ofta som:
- primär sektor (baserad på naturresurser) – inklusive jordbruk, skogsbruk, fiske
- sekundär sektor – mineralbrytning, bygg- och tillverkningsindustri
- tertiär sektor – olika sorters tjänster och service

Dessa tre sektorer har historiskt utvecklats i olika faser. Den primära sektorn var viktigast i det förindustriella samhället, den sekundära sektorn under och efter den industriella revolutionen och den tertiära sektorn expansiv i ett modernt samhälle där mycket av de två andra sektorerna mekaniserats eller outsourcats till andra länder och arbetskraften inriktats på olika sorters tjänster – ofta digitala.
Energiutvinning kan beroende på typ av energi listas som tillhörande antingen den primära eller den sekundära sektorn.

## Ord och etymologi

### Bransch
Ordet bransch kommer, via franskans branche ('gren' eller 'förgrening'), ursprungligen från latinets branca med betydelsen 'tass'. Ordet har funnits i svensk skrift sedan 1740. Ordets användning om olika typer av förgreningar har sedan början av 1900-talet allt oftare förknippats med just näringsgren.

### Näring
Ordet näring kommer från fornsvenskans ord med samma stavning. Det syftade ursprungligen på näring i betydelser som föda, underhåll, förtjänst eller försörjning. Flera av dessa betydelser kvarstår i den moderna svenskan.

### Industri
På många språk används industry (engelska) eller motsvarande ord för det som på svenska omnämns som bransch. Svenskans ord industri (ibland definierat som "framställning av produkter genom förädling av råvaror") är mer kopplad till yrkesgrenar kopplade till industrialisering, mekanisering och fabriksarbete. Men genom modern påverkan från engelskan har ordet industri även kommit att användas inom delar av tjänstesektorn och kulturområdet, som i turistindustri (även turistbranschen eller turistnäringen) och musikindustrin. Användningen av industri eller bransch används ibland för verksamheter som ses som avhumaniserande, slitsamma eller utnyttjande.